# بني صبر (ذمار)
بني صبر هي إحدى قرى الجمهورية اليمنية. تتبع جغرافيا لمحافظة ذمار وإداريًا لمديرية ضوران انس. يبلغ تعداد سكانها 1806 نسمة حسب الإحصاء الذي أجري عام 2004.